# L̓
L̓ (minuscule : l̓), appelé L virgule suscrite, est une lettre latine utilisée dans l’écriture du comox, du haisla, du heiltsuk, du nitinaht, du shuswap, du st'at'imcets et du thompson.
Il s’agit de la lettre L diacritée d’une virgule suscrite.

## Représentations informatiques
Le L virgule suscrite peut être représenté avec les caractères Unicode suivants : 
- décomposé (latin de base, diacritiques) :

| formes    | représentations | chaînes de caractères | points de code | descriptions                                          |
| --------- | --------------- | --------------------- | -------------- | ----------------------------------------------------- |
| capitale  | L̓               | L◌̓                    | U+004C U+0313  | lettre majuscule latine l diacritique virgule en chef |
| minuscule | l̓               | l◌̓                    | U+006C U+0313  | lettre minuscule latine l diacritique virgule en chef |

## Sources
- « How To Type nɬeʔkèpmxcín (Thompson River Salish) », MELTR. <http://www.meltr.org/Resources/Keyboards/ThompsonU.htm>
- L’Alphabet diidiitidq, FirstVoices.ca
- L’Alphabet haisla, FirstVoices.ca
- L’Alphabet Secwepemctsin (Eastern Dialect), FirstVoices.ca
- L’Alphabet Splatsin, FirstVoices.ca
- Alphabet heiltsuk, Bella Bella Community School.